# John Frederic Daniell
John Frederic Daniell (n. 12 martie 1790, Londra, Regatul Marii Britanii – d. 13 martie 1845, Londra, Regatul Unit al Marii Britanii și Irlandei) a fost un fizician și chimist britanic care a dezvoltat dispozitivul electrochimic numit celula Daniell.